# Folketingsvalget 21. september 1920
Folketingsvalget den 21. september 1920
Folketinget blev øget med 8 mandater som følge af Sønderjyllands genforening med Danmark. 
| Partier                             | Partiformand            | Stemmer                                  | Pct. af stemmetal                        | Mandater                                 | +/-                                      |                                          |
| ----------------------------------- | ----------------------- | ---------------------------------------- | ---------------------------------------- | ---------------------------------------- | ---------------------------------------- | ---------------------------------------- |
| Venstre                             | J.C. Christensen        | 411.661                                  | 34,0                                     | 51                                       | -1                                       |                                          |
| Socialdemokratiet                   | Thorvald Stauning       | 389.653                                  | 32,16%                                   | 48                                       | +6                                       |                                          |
| Det Konservative Folkeparti         | Emil Piper              | 216.733                                  | 17,89%                                   | 27                                       | +1                                       |                                          |
| Det Radikale Venstre                | Carl Th. Zahle          | 147.120                                  | 12,14%                                   | 18                                       | +2                                       |                                          |
| Erhvervspartiet                     | Lauritz Jensen          | 27.403                                   | 2,26%                                    | 3                                        | -1                                       |                                          |
| Slesvigsk Parti                     | Johannes Schmidt-Vodder | 7.505                                    | 0,62%                                    | 1                                        | Nyt Parti                                |                                          |
| Frie Socialdemokrater               | Emil Marrott            | 6.460                                    | 0,53%                                    | 0                                        | -                                        |                                          |
| Danmarks Venstresocialistiske Parti | Ernst Christiansen      | 5.160                                    | 0,43%                                    | 0                                        | -                                        |                                          |
| Valgdeltagelse                      | Valgdeltagelse          | 76,85%                                   | 76,85%                                   | 76,85%                                   | 76,85%                                   | 76,85%                                   |
| Kilde                               | Kilde                   | Hvem Hvad Hvor 1936 Danmarkshistorien.dk | Hvem Hvad Hvor 1936 Danmarkshistorien.dk | Hvem Hvad Hvor 1936 Danmarkshistorien.dk | Hvem Hvad Hvor 1936 Danmarkshistorien.dk | Hvem Hvad Hvor 1936 Danmarkshistorien.dk |

(+/-) – Forskellen af antal pladser i Folketinget i forhold til fordelingen ved forrige valg.